# Wzgórze Wandy (Katowice)
Wzgórze Wandy – wzgórze w południowej Polsce, położone na obszarze Wyżyny Katowickiej, w granicach katowickiej dzielnicy Murcki. Stanowi najwyższe wzniesienie Katowic, sięgające 357,6 m n.p.m., a zbudowane jest ze skał pochodzących z górnego karbonu. W rejonie szczytu wzgórza znajduje się rezerwat przyrody „Las Murckowski”.

## Nazwa
W 1749 roku na mapie Christiana Friedricha von Wrede w rejonie Wzgórza Wandy została naniesiona nazwa Osieko, która mogła odnosić się także do pobliskiej Siągarni. W pierwszej połowie XIX wieku pojawiły się nazwy Bialoszecko Gora, Białorzecko Góra, Białobrzęcko czy Biała Brzeska Góra. Jeszcze w drugiej połowie XIX wieku dla wzniesienia przyjęto oficjalną nazwę Wzgórze Fryderyka Erdmanna (niem. Friedrich-Erdmanns Höhe), która wyparła pierwotne określenie, a wzgórze popularnie nazywano Erdmanycjo. Nazwa ta pochodzi od nazwiska księcia pszczyńskiego Fryderyka Erdmanna Anhalt-Köthen. Nazwa Góra Wandy, a następnie Wzgórze Wandy upowszechniła się w XX wieku.

## Geografia

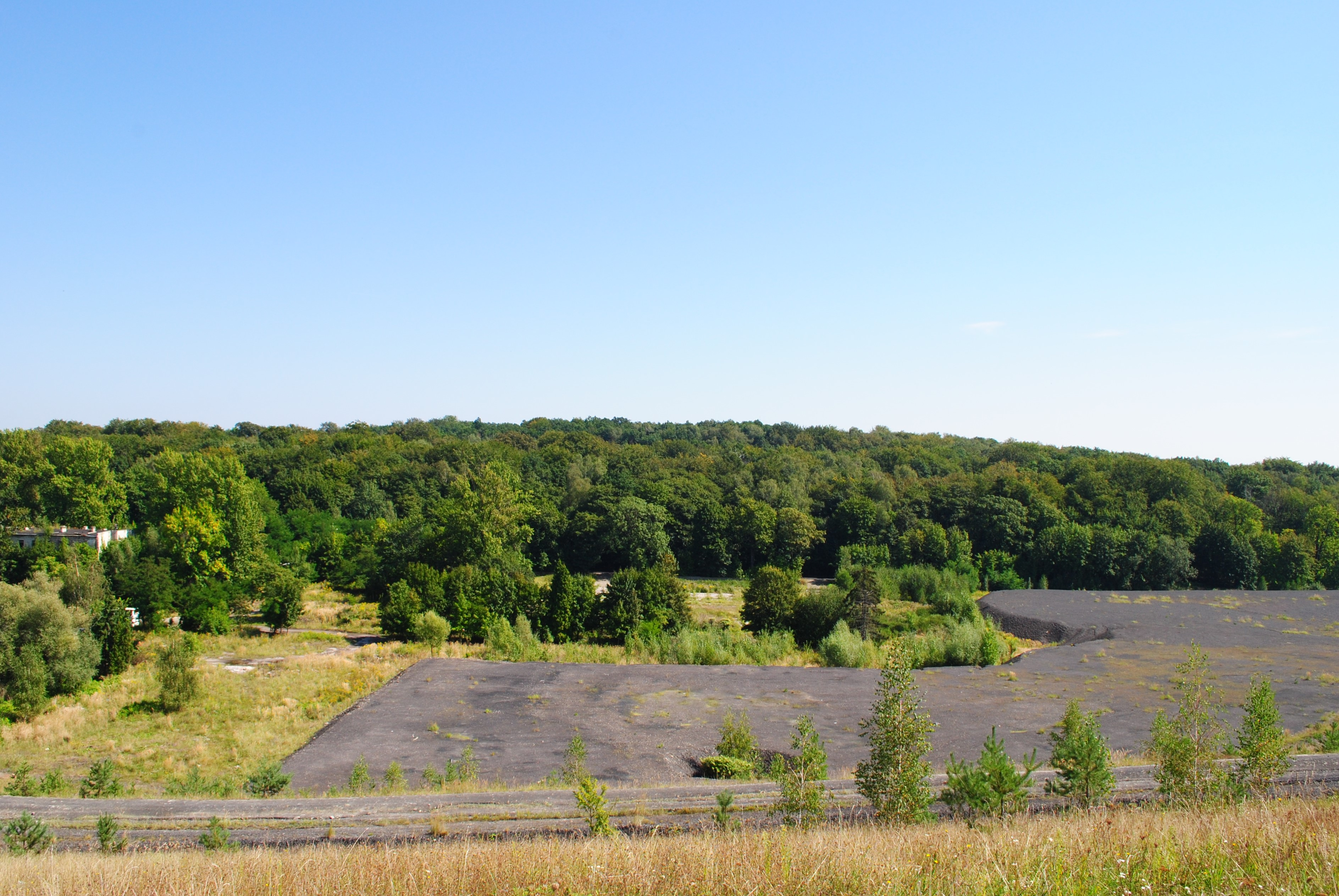
Wzgórze Wandy widziane z hałdy w Murckach (2020)

Wzgórze Wandy położone jest w centralnej części województwa śląskiego, w graniach miasta Katowice, na obszarze dzielnicy Murcki, na południe od jej zwartej zabudowy. 
Według podziału fizycznogeograficznego Jerzego Kondrackiego wzniesienie położone mezoregionie Wyżyna Katowicka, w pobliżu granicy z Pagórami Jaworznickimi. Mezoregiony te stanowią południową część Wyżyny Śląskiej. Geologicznie Wzgórze Wandy znajduje się w niecce górnośląskiej, która wypełniona jest utworami pochodzącymi z górnego karbonu w postaci łupków, piaskowców i zlepieńców zawierających pokłady węgla kamiennego. Skały te budują podłoże w szczytowej części wzniesienia, a jego stoki przykryte są zwietrzeliną ilastą i rozcięte zostały parowami.
Według podziału na jednostki morfologiczne C. Karaś-Brzozowskiej Wzgórze Wandy jest położone na Płaskowyżu Murcek. Stanowi najwyższe wzniesienie w Katowicach, a jego wysokość wynosi 357,6 m n.p.m. Opada na północ dość łagodnie w kierunku Obniżenia Rawy, natomiast w kierunku południowym stromym stokiem progu tektonicznego. W rejonie wzniesienia występują duże fragmenty trzeciorzędowych spłaszczeń denudacyjnych zachowanych na wysokości 300 do 330 m n.p.m.
Średnia roczna temperatura powietrza w wieloleciu 1961–2005 według danych ze stacji meteorologicznej na terenie pobliskiego Muchowca wynosi 8,1 °C, a średnia roczna suma opadów w latach 1951–2005 wynosi 713,8 mm. Wzgórze Wandy położone jest w dorzeczu Wisły i z niej swój początek bierze część lewych dopływów Mlecznej, w tym Przyrwa.

## Przyroda i ochrona środowiska
Zbocza Wzgórza Wandy porastają buczyny i lasy mieszane. W rejonie partii szczytowej został ustanowiony rezerwat przyrody „Las Murckowski”, będący pozostałością historycznej Puszczy Śląskiej. W rezerwacie odnotowano ponad 200 gatunków roślin naczyniowych, a także rosną tutaj rzadkie i chronione gatunki, w tym 10 gatunków roślin naczyniowych i 3 gatunki mchów, a także 2 gatunki chronionych grzybów. W warstwie drzew zdominowanej przez buka rośnie również dąb szypułkowy, a rzadziej także grab. W runie najczęściej występują: konwalijka dwulistna, kosmatka owłosiona i szczawik zajęczy, a skupiskowo także paprocie i mchy.
W rejonie Wzgórza Wandy żyją sarny, lisy, kuny leśne i dziki, a wśród mniejszych ssaków gryzonie (w tym nornica ruda, myszara leśna i wiewiórka) i owadożerne (m.in. ryjówka aksamitna, jeż wschodni oraz kret). Spośród ptaków żyją tutaj m.in.: dzięcioł duży, kowalik, szpak, zięba, pełzacz czy kilka gatunków sikor.

## Historia i zagospodarowanie

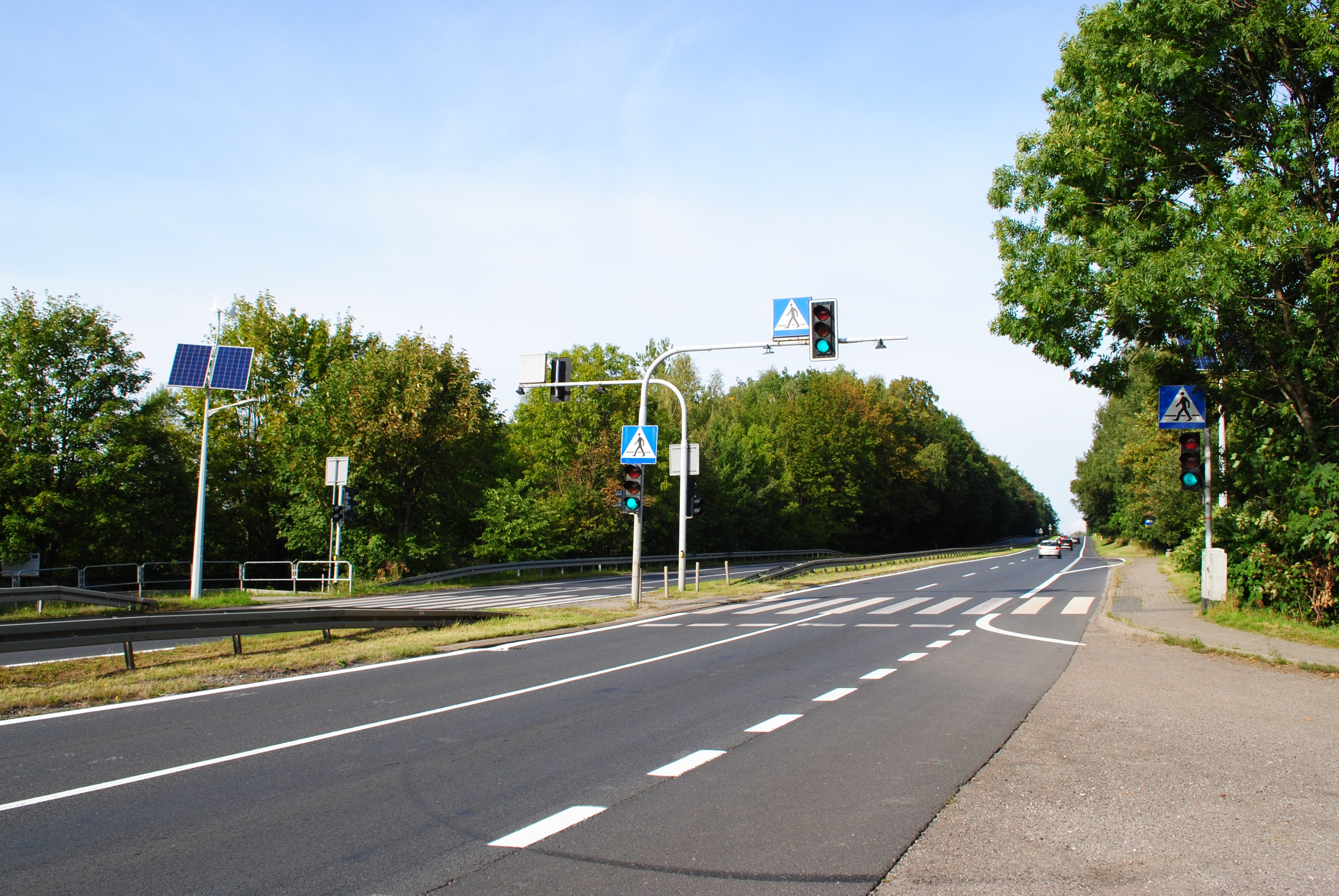
Fragment ulicy Bielskiej na wysokości ulicy Lędzińskiej; widok w kierunku centrum Katowic (2020)

Na zboczu Wzgórza Wandy zostały wzniesione Murcki. W 1769 roku założono tam najstarszą na Górnym Śląsku kopalnię węgla kamiennego „Emanuelssegen” (późn. „Murcki”), a przy niej zaczęła się rozwijać osada robotnicza o tej samej nazwie. 
18 grudnia 1953 roku celem zachowania i ochrony fragmentu lasu mieszanego o cechach naturalnych w rejonie szczytu Wzgórza Wandy został ustanowiony rezerwat przyrody „Las Murckowski”. W latach 1958–1961 na jej szczycie znajdowała się wieża obserwacyjna, a poniżej istniała droga biegnąca w śladzie późniejszej ulicy Bielskiej – ówczesna ulica Katowicka. Współcześnie dwupasmowa ulica Bielska stanowi część drogi krajowej nr 86. W drugiej połowie lat 60. XX wieku na stolach Wzgórza Wandy działał tor saneczkowy, natomiast w połowie lat 70. XX wieku po patronatem kopalni „Murcki” wzniesiono kąpielisko „Dolinka”. Cieszyło się ono dużym zainteresowaniem, lecz z powodu pojawienia się w nim groźnych bakterii zostało ono zamknięte.

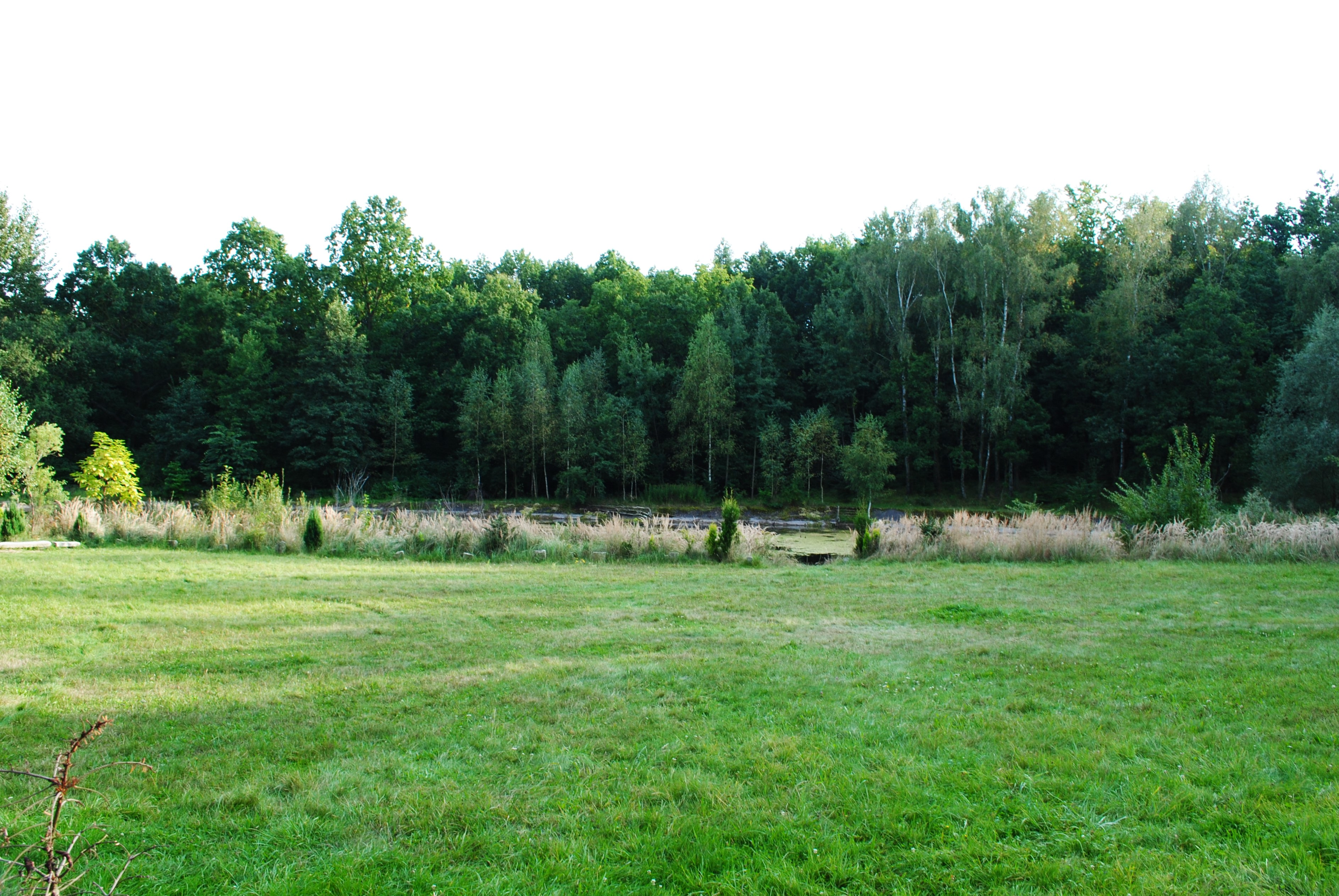
Dolinka Murckowska (2020)

Na szczycie Wzgórza Wandy zlokalizowany jest zbiornik wodny będący częścią magistralnej sieci Górnośląskiego Przedsiębiorstwa Wodociągów w Katowicach. Znajduje się tam także dostrzegalnia przeciwpożarowa PGL Lasów Państwowych o wysokości 40 m. Na północ od szczytu wzgórza, po drogiej stronie ulicy Bielskiej znajduje się park Murckowski, a za nim zwarta zabudowa Murcek. Przy parku stoi modernistyczny pałac z początków XX wieku, w którym funkcjonuje przedszkole. Na północny-wschód od szczytu znajduje się grób żołnierzy węgierskich, którzy zostali rozstrzelani przez sowietów 28 stycznia 1945 roku. Dalej rozciąga się Dolinka Murckowska, na południe od szczytu przy ulicy Lędzińskiej znajduje się Siągarnia, a na zachód po drugiej stronie ulicy Bielskiej wznosi się Hałda Murckowska.
Na przełomie maja i czerwca 2021 roku na szczycie pojawiła się tabliczka o treści: Wzgórze Wandy / 352 m n.p.m. / Najwyższy szczyt miasta Katowice. Wzgórze Wandy jest jednym z wzniesień do zdobycia odznaki PTTK „Korona Województwa Śląskiego”.

## Galeria

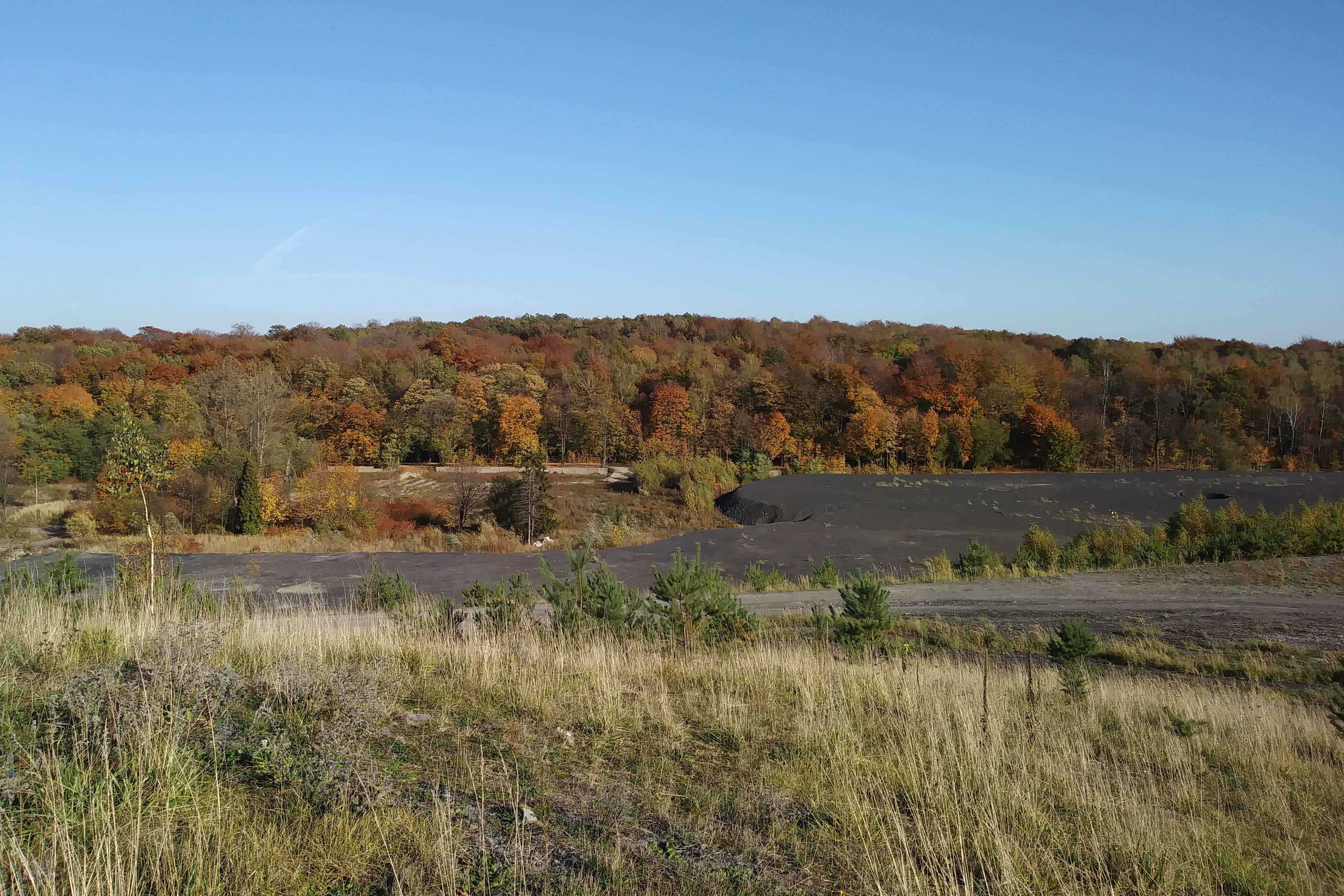
Wzgórze Wandy w okresie jesiennym (2019)
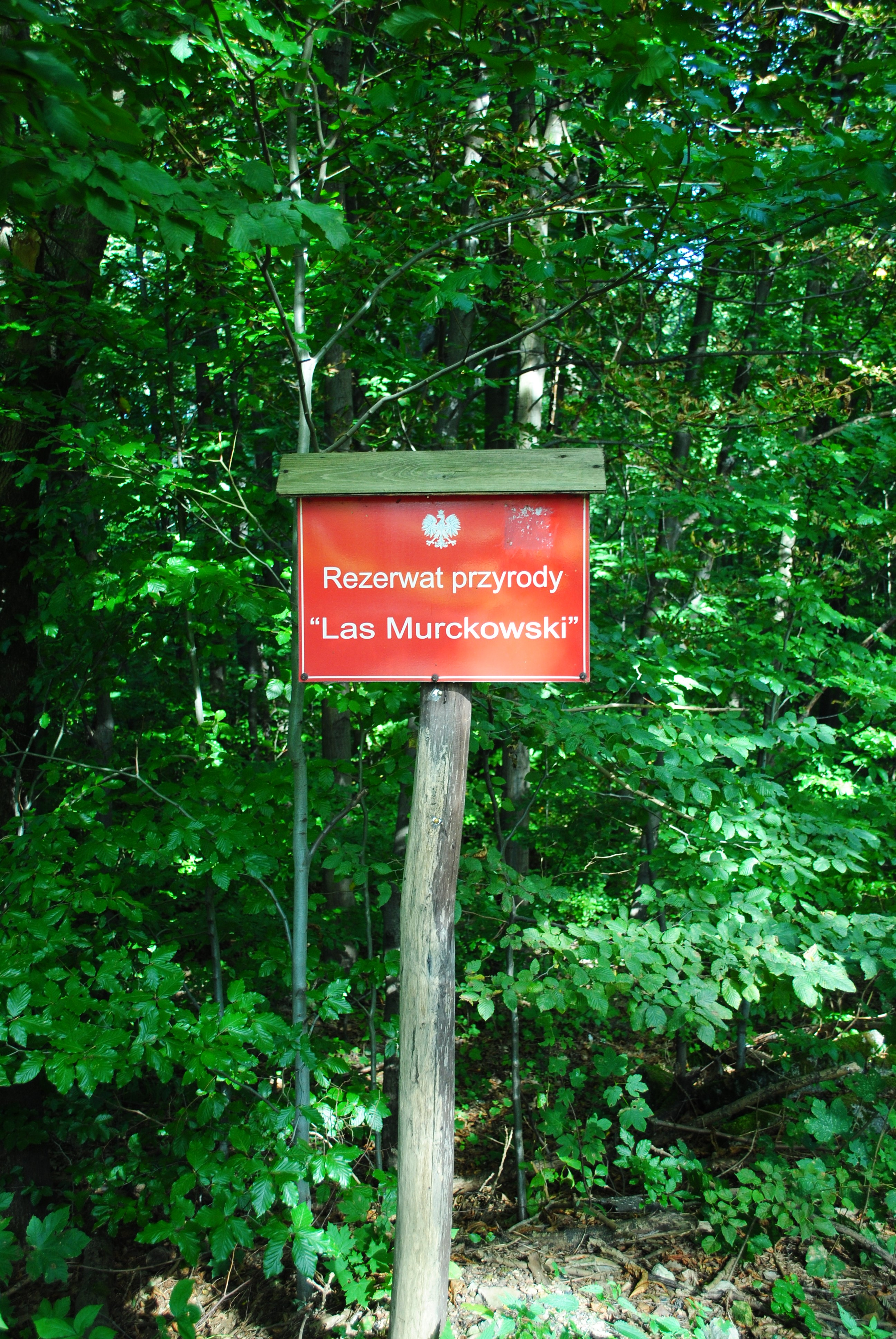
Tablica z oznaczeniem rezerwatu przyrody „Las Murckowski” (2020)
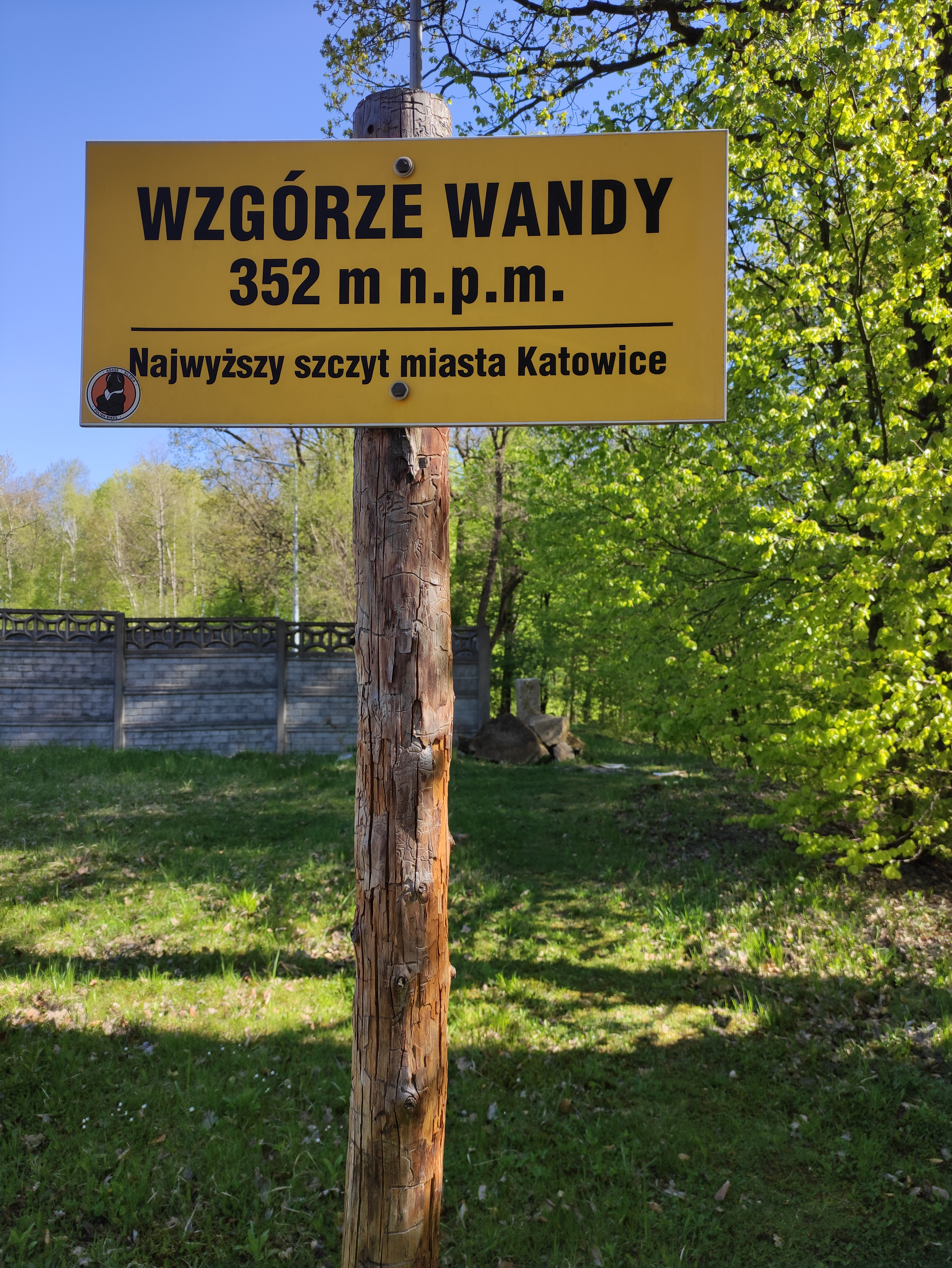
Tablica informacyjna w rejonie szczytu Wzgórza Wandy (2023)
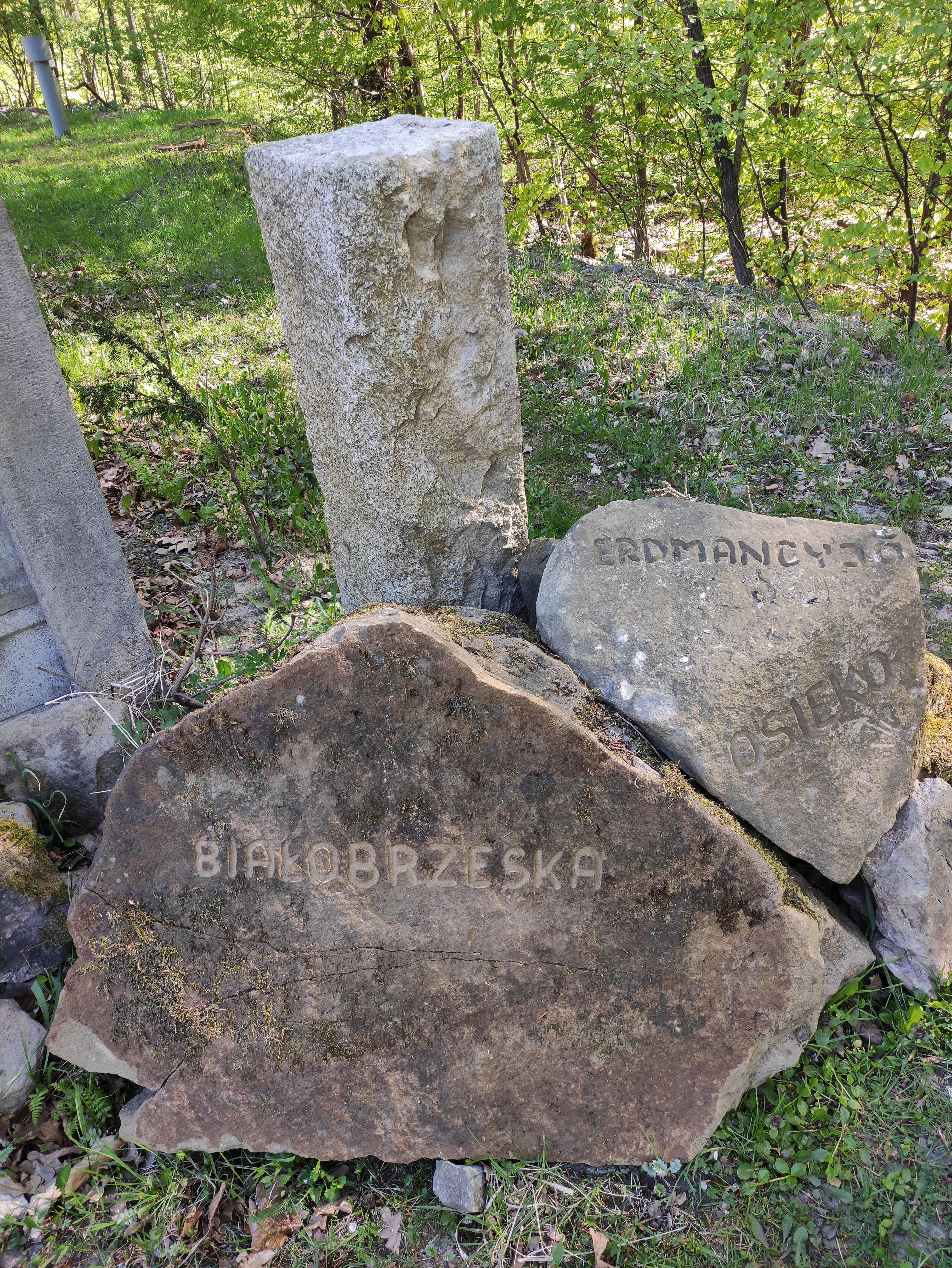
Kamienie z wyrytymi historycznymi nazwami Wzgórza Wandy (2023)
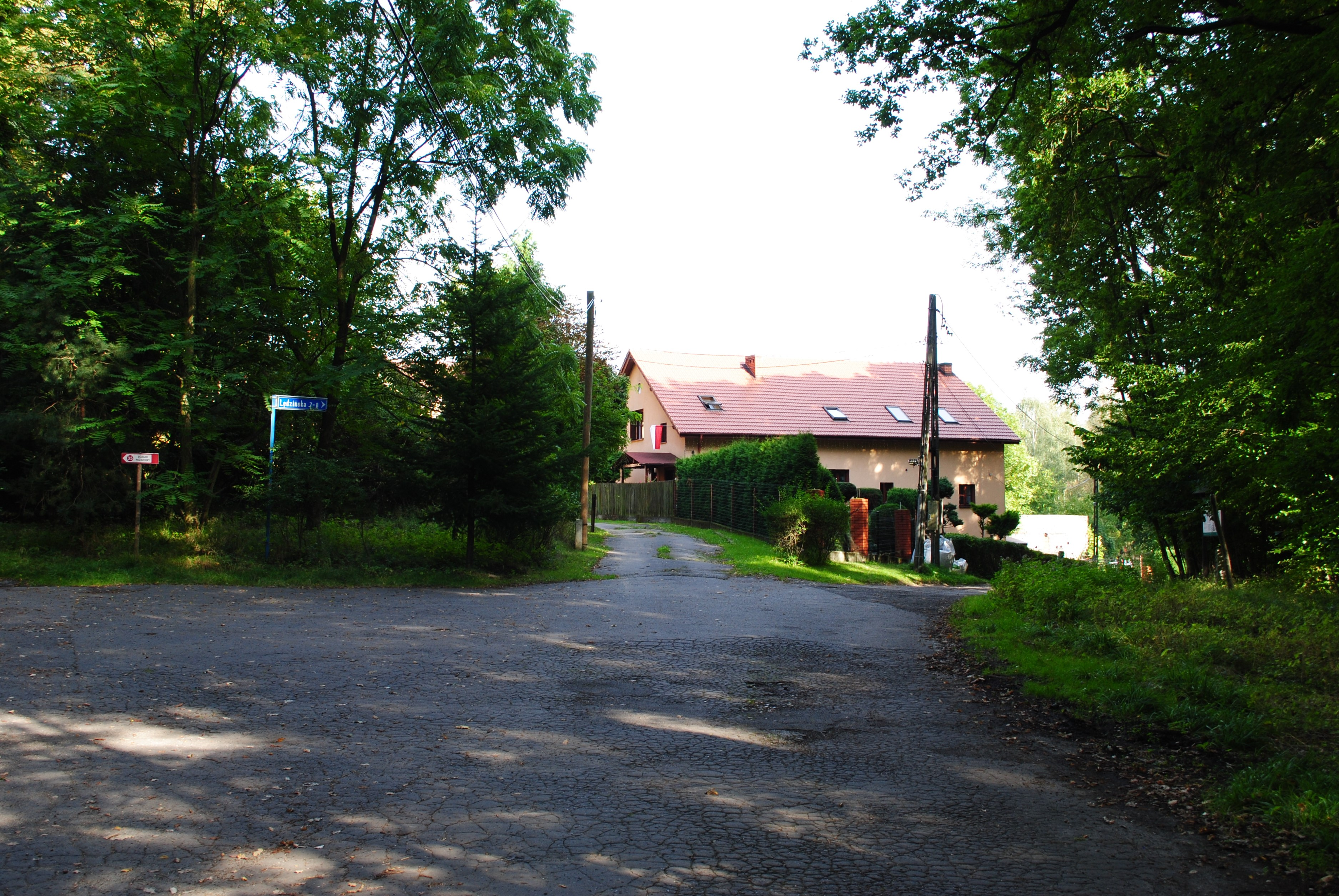
Fragment Siągarnii (2020)
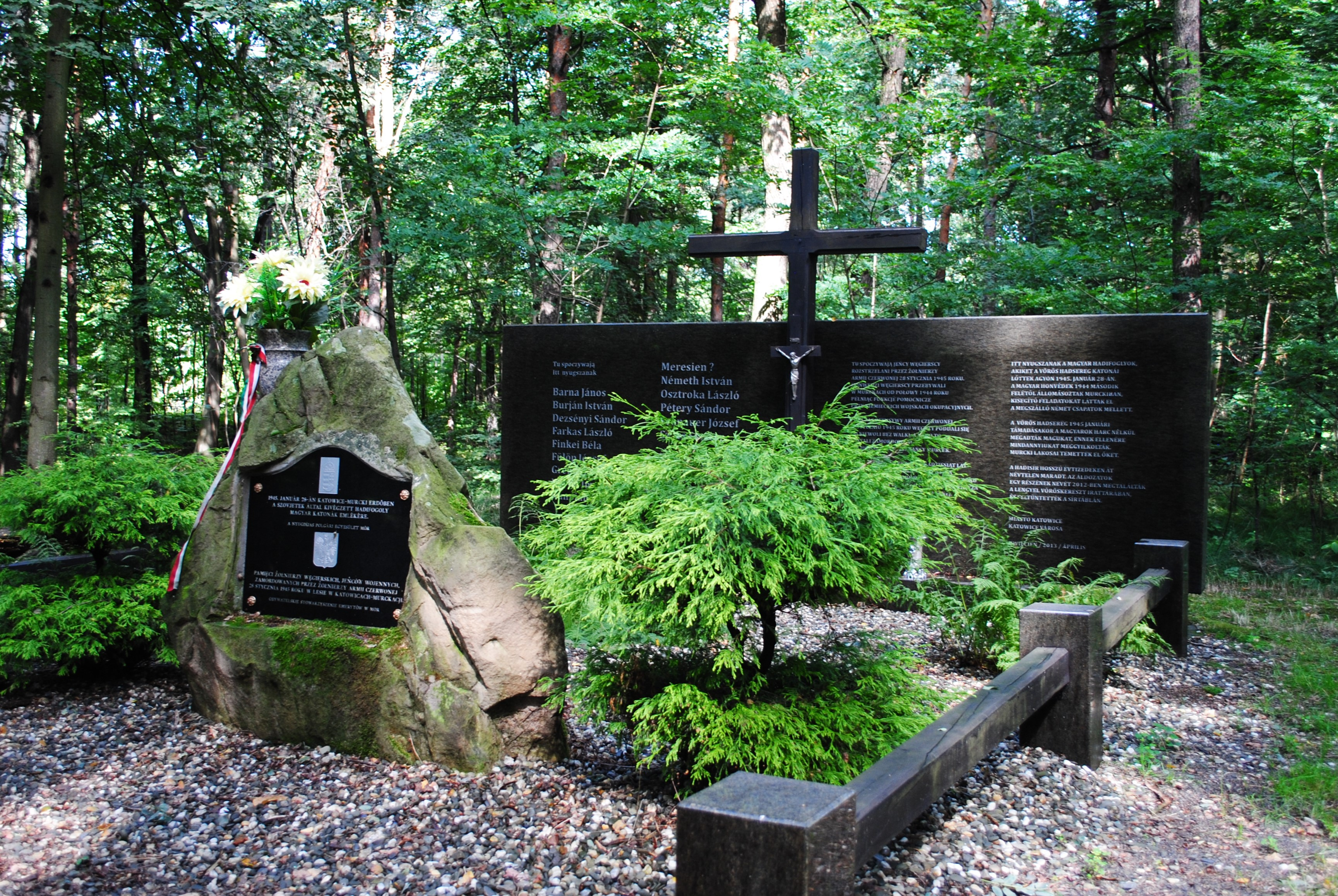
Grób żołnierzy węgierskich (2020)